# Model Context Protocol

Model Context Protocol Component diagram

Het Model Context Protocol (MCP) is een open standaard opensourceraamwerk geïntroduceerd door Anthropic om de manier te standaardiseren waarop modellen voor kunstmatige intelligentie (AI), zoals grote taalmodellen (LLM's), data integreren en delen met externe tools, systemen en databronnen. Technologieschrijvers hebben MCP "de USB-C van AI-apps" genoemd, waarmee ze bedoelen dat MCP dient als een universele connector tussen taalmodelagenten en externe software. 
MCP is ontworpen om de uitwisseling van context tussen AI-assistenten en softwareomgevingen te standaardiseren en biedt een model-agnostische universele interface voor het lezen van bestanden, het uitvoeren van functies en het verwerken van contextuele prompts. Het werd officieel aangekondigd en als open source beschikbaar gesteld door Anthropic op 25 november 2024, waarna het werd overgenomen door grote AI-aanbieders, waaronder OpenAI en Google DeepMind.

## Achtergrond
Het protocol werd op 25 november 2024 aangekondigd als een open standaard voor het verbinden van AI-assistenten met datasystemen zoals contentopslagplaatsen, tools voor bedrijfsbeheer en ontwikkelomgevingen. Het gaat in op de uitdaging van informatiesilo's en klassieke systemen die een beperking vormen voor zelfs de meest geavanceerde AI-modellen.
Anthropic heeft MCP geïntroduceerd om de toenemende complexiteit van de integratie van LLM's met systemen van derden aan te pakken. Vóór MCP moesten ontwikkelaars vaak voor elke gegevensbron of tool aangepaste connectoren bouwen, wat resulteerde in wat Anthropic omschreef als een "N×M"-data-integratieprobleem.
Eerdere noodoplossingen – zoals de "function-calling"-API van OpenAI uit 2023 en het ChatGPT-plug-in-framework – losten soortgelijke problemen op, maar vereisten leverancierspecifieke connectoren. De auteurs van MCP merken op dat het protocol doelbewust de ideeën over de berichtenstroom van het Language Server Protocol (LSP) hergebruikt en wordt getransporteerd via JSON-RPC 2.0.
MCP is ontworpen als antwoord op deze uitdaging en biedt een universeel protocol waarmee elke AI-assistent kan worden gekoppeld aan elke gestructureerde tool of datalaag. Het protocol werd uitgebracht met software development kits (SDK's) in meerdere programmeertalen, waaronder Python, TypeScript, Java en C#.

## Functies
MCP definieert een reeks specificaties voor:
- Gegevensinvoer en -transformatie
- Contextuele metadata-tags
- Modelinteroperabiliteit over platforms heen
- Veilige tweerichtingsverbindingen tussen gegevensbronnen en door AI aangestuurde tools

Het protocol stelt ontwikkelaars in staat hun gegevens openbaar te maken via MCP-servers of AI-applicaties (MCP-clients) te bouwen die verbinding maken met deze servers. Belangrijke onderdelen zijn:
- Protocolspecificatie en SDK's
- Ondersteuning voor lokale MCP-servers in Claude Desktop-apps
- Opensource repository van MCP-servers

## Toepassingen
MCP wordt toegepast in een breed scala aan use cases binnen softwareontwikkeling, automatisering van bedrijfsprocessen en automatisering van natuurlijke taal:
- Softwareontwikkeling: geïntegreerde ontwikkelomgevingen (IDE) zoals Zed, platforms zoals Replit en code-intelligentietools zoals Sourcegraph hebben MCP geïntegreerd om codeerassistenten toegang te geven tot realtime codecontext, wat handig is bij vibe-codering.
- Bedrijfsassistenten: bedrijven als Block gebruiken MCP om interne assistenten informatie te laten ophalen uit bedrijfseigen documenten, CRM-systemen (Customer Relationship Management) en kennisbanken van bedrijven.
- Toegang tot gegevens in natuurlijke taal: toepassingen zoals AI2SQL maken gebruik van MCP om modellen te verbinden met SQL-databases, waardoor informatie in gewone taal kan worden opgehaald.
- Bureaubladassistenten: de Claude Desktop-app draait lokale MCP-servers zodat de assistent veilig bestanden kan lezen of met systeemhulpprogramma's kan communiceren.
- Multi-tool agents: MCP ondersteunt agentische AI-workflows waarbij meerdere hulpmiddelen betrokken zijn (bijvoorbeeld document opzoeken + berichten-API's), waardoor ketengewijze redeneringen over gedistribueerde bronnen mogelijk worden.

## Uitvoering
Anthropic onderhoudt een opensourcerepository met referentie-MCP-serverimplementaties voor populaire bedrijfssystemen, waaronder Google Drive, Slack, GitHub, Git, PostgreSQL, Puppeteer en Stripe.
Ontwikkelaars kunnen aangepaste MCP-servers maken om bedrijfseigen systemen of gespecialiseerde gegevensbronnen te verbinden met AI-modellen. Deze aangepaste implementaties maken het volgende mogelijk:
- Realtime toegang tot privédatabases en interne tools
- Veilige integratie met gevoelige bedrijfssystemen
- Contextbewuste AI-reacties op basis van organisatorische kennis
- Geautomatiseerde workflows in meerdere bedrijfsapplicaties
- Aangepaste dataverwerkingspijplijnen voor AI-gebruik

Doordat het protocol een open standaard geworden is, kunnen organisaties op maat gemaakte verbindingen bouwen en toch compatibel blijven met het bredere MCP-ecosysteem. AI-modellen kunnen vervolgens gebruikmaken van deze aangepaste verbindingen om domeinspecifieke assistentie te bieden, terwijl de toegangsrechten voor gegevens worden gerespecteerd.

## Adoptie
In maart 2025 heeft OpenAI de MCP-standaard officieel aangenomen, nadat besloten was om de standaard te integreren in al haar producten, waaronder de ChatGPT-desktop-app, OpenAI's Agents SDK en de Responses API. Sam Altman beschreef de invoering van MCP als een stap in de richting van standaardisatie van de connectiviteit van AI-tools.
Door MCP te implementeren, sluit OpenAI zich aan bij andere organisaties zoals Block, Replit en Sourcegraph die het protocol in hun platforms opnemen. Deze brede acceptatie onderstreept het potentieel van MCP om een universele open standaard te worden voor de connectiviteit en interoperabiliteit van AI-systemen. 
De snelle groei en brede acceptatie van MCP door de community worden aangetoond door Glama's openbaar toegankelijke MCP-serverdirectory, waarin in mei 2025 meer dan 5.000 actieve MCP-servers staan vermeld. MCP kan worden geïntegreerd met Microsoft Semantic Kernel en Azure OpenAI. MCP-servers kunnen worden geïmplementeerd op Cloudflare.
Demis Hassabis, CEO van Google DeepMind, bevestigde in april 2025 de ondersteuning van MCP in de komende Gemini-modellen en de bijbehorende infrastructuur. Hij beschreef het protocol als "bezig snel een open standaard te worden voor het AI-agentische tijdperk".
Er zijn sindsdien veel MCP-servers toegevoegd, waardoor de integratie van LLM's met uiteenlopende toepassingen mogelijk is.

## Ontvangst
The Verge meldde dat MCP inspeelt op de groeiende vraag naar AI-agenten die contextueel bewust zijn en veilig gegevens uit diverse bronnen kunnen halen. De snelle acceptatie van het protocol door OpenAI, Google DeepMind en toolontwikkelaars als Zed en Sourcegraph suggereert dat er een groeiende consensus bestaat over het nut ervan.

## Problemen
In april 2025 publiceerden beveiligingsonderzoekers een analyse waaruit bleek dat er meerdere openstaande beveiligingsproblemen zijn met MCP, waaronder prompt injection, tool-machtigingen waarbij het combineren van tools bestanden kan exfiltreren, en lookalike tools die vertrouwde tools onopgemerkt kunnen vervangen.